# Kantons van Corse-du-Sud
Het Franse departement Corse-du-Sud (2A) omvat, sinds de hervorming van de kantons die bij wet doorgevoerd werd in 2013 en voor het eerst toegepast bij de departementsverkiezingen van maart 2015, nog 11 in plaats van 22 kantons. In een aantal gevallen werden afgeschafte kantons in hun geheel toegevoegd aan reeds bestaande kantons, in andere gevallen werden de gemeenten van afgeschafte kantons verdeeld over verschillende bestaande kantons of werden geheel nieuwe kantons gevormd.

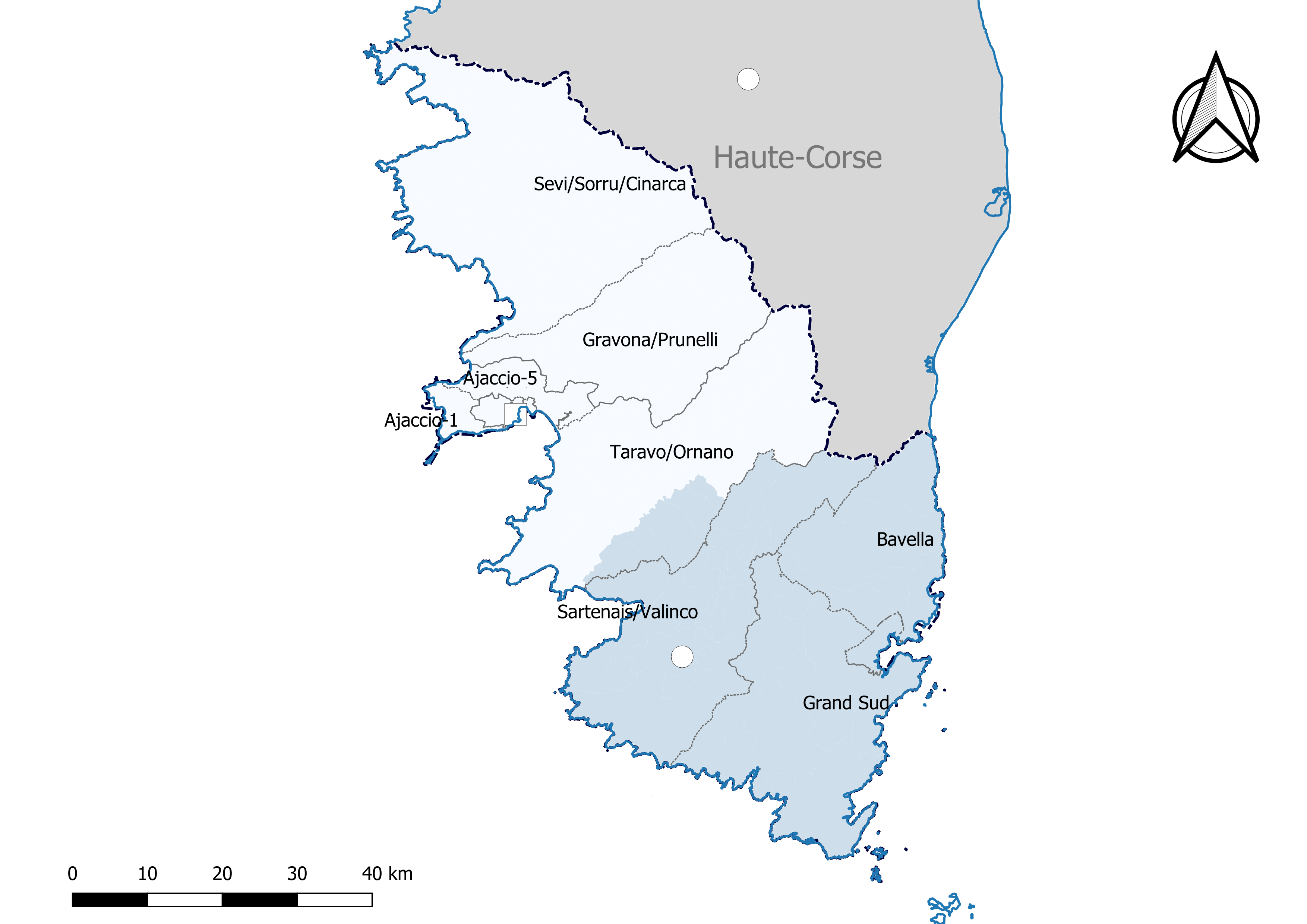
Kantons van Corse-du-Sud, met de arrondissementen in blauwtinten - Toestand 1 januari 2019

Het beoogde doel van de hervorming was kantons te vormen die naar inwoneraantal vergelijkbaar groot zijn (maximaal 20% afwijking van het gemiddelde voor het departement) zodat de vertegenwoordiging van elk kanton in de departementsraad (twee als koppel verkozen raadsleden per kanton) voortaan ook ongeveer een gelijk aantal inwoners zou vertegenwoordigen.
Het gemiddelde inwoneraantal voor een kanton in het departement bedraagt na de hervorming ongeveer 13.600 (pop. municipale 2013). De grootste afwijkingen hiervan zijn er voor Kanton Ajaccio-3 (+22%) en Kanton Sevi-Sorru-Cinarca (-24%).

## Kantons van het departement Corse-du-Sud na de hervorming van 2013
Bij de hervorming van de kantons werd geen rekening gehouden met de bestaande arrondissementsgrenzen, als gevolg hiervan liggen kantons niet langer steeds binnen eenzelfde arrondissement.
| Kanton | Kanton                    | Inwoners 2013* | Aantal gemeenten |
| ------ | ------------------------- | -------------- | ---------------- |
| 1      | Kanton Ajaccio-1          | 14.890         | 1                |
| 2      | Kanton Ajaccio-2          | 14.257         | 1                |
| 3      | Kanton Ajaccio-3          | 16.613         | 1                |
| 4      | Kanton Ajaccio-4          | 13.923         | 1                |
| 5      | Kanton Ajaccio-5          | 14.940         | 4                |
| 6      | Kanton Bavella            | 13.988         | 6                |
| 7      | Kanton Grand Sud          | 12.819         | 8                |
| 8      | Kanton Gravona-Prunelli   | 14.741         | 15               |
| 9      | Kanton Sartenais-Valinco  | 11.363         | 25               |
| 10     | Kanton Sevi-Sorru-Cinarca | 7.596          | 33               |
| 11     | Kanton Taravo-Ornano      | 14.104         | 34               |

Bron: INSEE - *Inwoners 2013 = Population municipale

## Kantons van het departement Corse-du-Sud voor de hervorming van 2013
| Arrondissement | Arrondissement | Kanton | Kanton             |
| -------------- | -------------- | ------ | ------------------ |
| 1              | Ajaccio        | 1      | Ajaccio-1          |
| 1              | Ajaccio        | 2      | Bastelica          |
| 1              | Ajaccio        | 6      | Celavo-Mezzana     |
| 4              | Sartène        | 7      | Bonifacio          |
| 4              | Sartène        | 22     | Levie              |
| 4              | Sartène        | 30     | Olmeto             |
| 4              | Sartène        | 34     | Petreto-Bicchisano |
| 1              | Ajaccio        | 35     | Les Deux-Sevi      |
| 4              | Sartène        | 40     | Porto-Vecchio      |
| 1              | Ajaccio        | 48     | Santa-Maria-Siché  |
| 1              | Ajaccio        | 51     | Cruzini-Cinarca    |
| 4              | Sartène        | 53     | Sartène            |
| 4              | Sartène        | 55     | Tallano-Scopamène  |
| 1              | Ajaccio        | 61     | Les Deux-Sorru     |
| 1              | Ajaccio        | 62     | Zicavo             |
| 1              | Ajaccio        | 63     | Ajaccio-2          |
| 1              | Ajaccio        | 64     | Ajaccio-3          |
| 1              | Ajaccio        | 65     | Ajaccio-4          |
| 1              | Ajaccio        | 66     | Ajaccio-5          |
| 4              | Sartène        | 70     | Figari             |
| 1              | Ajaccio        | 72     | Ajaccio-6          |
| 1              | Ajaccio        | 73     | Ajaccio-7          |